# Goriunov SG-43 / SGM
La ametralladora Goriunov SG-43 y su derivada SGM (ametralladora Sistema Goriunov Modernizado, en ruso) es una ametralladora media diseñada en la Unión Soviética en 1943.

## Historia
El Ejército Rojo entró a la Segunda Guerra Mundial con ametralladoras pesadas anticuadas y casi obsoletas, como la Maxim M1910. La pequeña cantidad de ametralladoras Degtiariov DS-39 adoptadas en 1939 era absolutamente insatisfactoria, así que en 1942 fue publicada una petición oficial para fabricar una nueva ametralladora pesada que dispare el mismo cartucho que el fusil Mosin-Nagant. La nueva ametralladora debía poder emplearse desde afustes terrestres, afustes antiaéreos o vehículos, así como ser capaz de emplear tanto las cintas de lona de las viejas Maxim como las nuevas cintas de eslabones metálicos. El desarrollo del arma empezó en 1942, siendo dirigido por el equipo de P.M.Goryunov en la Fábrica de ametralladoras de Kovrov. Menos de un año después, la nueva ametralladora había sido enviada para ser probada por el ejército en el frente, y en 1943 que esta arma fue adoptada como “Ametralladora Gorjunov de sistema montado 7,62 mm”, o SG-43. La nueva ametralladora fue montada sobre un afuste con ruedas y una plancha protectora de acero para proteger a los servidores, igual al que tenía la DShK. 
Al finalizar la guerra, la SG-43 fue modernizada varias veces y se convirtió en la SGM. Estaba también disponible como ametralladora para tanques (SGMT) con gatillo eléctrico, o para vehículos blindados (SGMB) con montajes especiales. Fue utilizada por el ejército soviético hasta mediados de los años 60 cuando fue substituida gradualmente por la ametralladora de uso general PKM del mismo calibre. La SGM fue exportada extensamente a los satélites de la URSS y países simpatizantes, así como también fue fabricada en algunos países como China, como la Tipo 53 y Tipo 57 (copias de la SG-43 y la SGM).

## Funcionamiento
La SG-43 es un arma automática accionada por los gases del disparo y alimentada mediante cinta. Utiliza el gas del disparo para impulsar un pistón de recorrido largo, situado en un cilindro debajo del cañón. El cañón es cerrado por un cerrojo rotativo que se fija en las paredes del cajón de mecanismos. El cañón es del tipo "cambio rápido". En la SG-43, el cañón era liso. En las primeros modelos de la SGM, los cañones tenían aletas radiales para facilitar el enfriamiento, mientras que en los últimos modelos de la SGM los cañones tenían estrías longituinales para hacerlos más ligeros y mejorar el enfriamiento. Las ametralladoras SG-43 y SGM eran alimentadas mediante cintas reutilizables. Ya que la munición empleada tiene pestaña, el proceso de alimentación tenía dos etapas: primero, un cartucho nuevo era extraído de la cinta hacia atrás y bajado delante del cerrojo, y entonces, en la segunda etapa, el cartucho era introducido en la recámara. La unidad del disparador incluía dos agarraderas tipo "mango de pala" acopladas en la parte posterior del cajón de mecanismos, un seguro y un gatillo tipo "botón". En la ametralladora SG-43, la palanca de carga estaba en la parte posterior del cajón de mecanismos; en la ametralladora SGM, esta se hallaba en el lado derecho del cajón de mecanismos. 
Tanto la SG-43 como la SGM se podían montar sobre el afuste con ruedas diseñado para la ametralladora Degtyarev. Este afuste servía tanto para apoyar a la infantería, como para defensa antiaérea. Los primeros afustes iban equipados con el escudo de acero, pero este fue posteriormente descartado debido a la poca protección que ofrecía y para reducir el peso del afuste. Las ametralladoras SGM también pueden montarse sobre trípodes más modernos.

## Usuarios
- Afganistán
- Albania
- Bulgaria
- Camboya
- China: Producida como la Tipo 53 y Tipo 57.
- Corea del Norte
- Cuba
- Checoslovaquia
- Egipto
- Etiopía
- Hungría
- Irak
- Laos
- Mongolia
- Polonia
- Rumania
- Siria
- Unión Soviética
- Vietnam
- Yugoslavia

## Imágenes

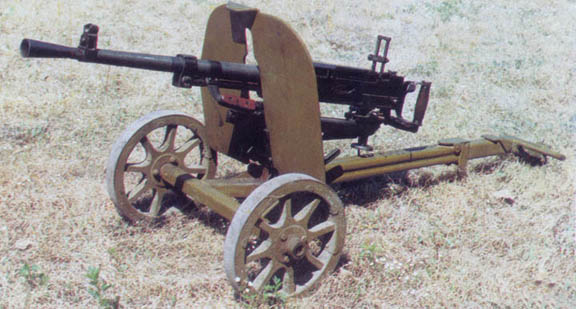
Ametralladora pesada Tipo 53 (copia china de la SG-43).
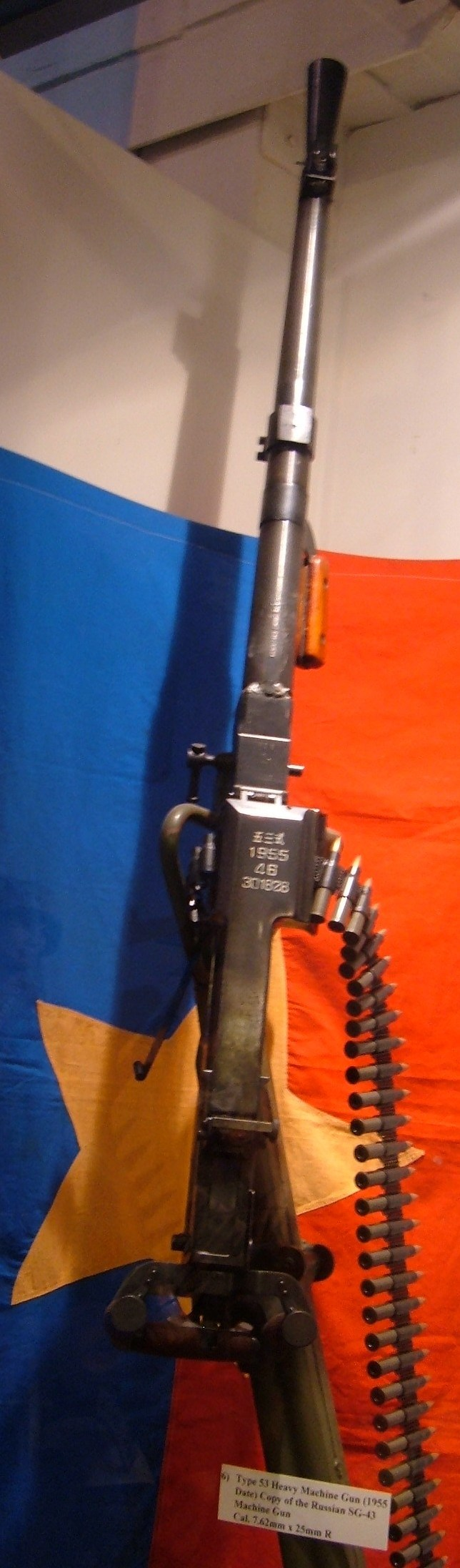
Ametralladora pesada Tipo 53 expuesta en  el Museo Militar Sgt. Richard Penry Medal of Honor Memorial. Obsérvese la bandera del FNLV.